# Felicity Dahl
Dame Felicity Ann Dahl DBE (geborene D’Abreu; * 12. Dezember 1938 in Cardiff) ist eine britische Filmproduzentin, die 1983 den Schriftsteller Roald Dahl heiratete. Die zurückhaltende Dahl gab im November 2008 ein seltenes Interview, um den ersten „Roald Dahl Funny Prize“ bekannt zu machen und über ihre Jahre mit dem verstorbenen Autor zu reflektieren.

## Kindheit
Felicity D’Abreu wurde im Dezember 1938 in Llandaff, einem Bezirk nördlich von Cardiff, in Wales geboren. (Dies war zufällig auch der Geburtsort ihres späteren Ehemanns Roald Dahl im Jahr 1916).
Sie ist die Tochter von Professor Alphonsus D’Abreu (1906–1976) und Elizabeth Throckmorton (1906–1970), Enkelin von Sir Richard Throckmorton, 10. Baronet, und die Nichte von Francis D’Abreu, der mit Margaret Bowes-Lyon (1907–1999), einer Cousine der Queen Mother, verheiratet war. Sie hat zwei Schwestern Clare McLaren-Throckmorton (1935–2017) und Veronica Teresa D’Abreu (* 1948).

## Beruflicher Werdegang

### Filmproduktion
Dahl fungierte 1996 als Produzentin des Films Matilda und war 2005 leitende Produzentin des Films Charlie und die Schokoladenfabrik. Ihre drei Wunschkandidaten für die Rolle des Willy Wonka in dem Film waren Eddie Izzard, David Walliams und Dustin Hoffman, akzeptierte aber auch Johnny Depp in der Rolle.
Ihr Name „Liccy Dahl“ diente als Inspiration für die Puppe, die Fräulein Honey in der Matilda-Verfilmung von 1996 besaß.

### Wohltätigkeitsarbeit
Felicity Dahl gründete 1991 die Roald Dahl Foundation, die jungen Menschen mit Gehirn-, Blut- und Lese-Rechtschreibschwäche half. Diese Organisation wurde 2010 in Roald Dahl's Marvellous Children's Charity umgewandelt, die sich auf die Unterstützung schwerkranker Kinder konzentriert. Die Roald Dahl's Marvellous Children's Charity arbeitet mit dem staatlichen Gesundheitsdienst zusammen, um schwerkranken Kindern mit lebenslangen Erkrankungen fachkundiges Pflegepersonal und Unterstützung zu bieten.
Sie ist Mitvorsitzende und aktive Unterstützerin, auch nachdem sie sich Mitte der 2010er Jahre als Treuhänderin zurückgezogen hat. Außerdem gründete sie das Roald Dahl Museum and Story Centre in Great Missenden, das 2005 eröffnet wurde, um das literarische Erbe, die Kreativität und die Fantasie von Roald Dahls Werk weiterzuführen.

## Privatleben
Im Jahr 1959 heiratete Felicity D’Abreu Charles Reginald Hugh Crosland. Sie hatten drei gemeinsame Kinder. Im Jahr 1971 ließ sie sich von Crosland scheiden.
Sie lernte Roald Dahl kennen, als sie zusammen mit der damaligen Ehefrau des Autors, der amerikanischen Schauspielerin Patricia Neal, als Bühnenbildnerin an einer Werbung für Maxim-Kaffee arbeitete. Kurz nachdem die beiden einander vorgestellt wurden, begannen sie eine 11-jährige Beziehung, bevor sie schließlich 1983 in South London heirateten. Dahl gab ihren Job auf und zog in das Gipsy House in Great Missenden in Buckinghamshire, das seit 1954 Roald Dahls Zuhause war. Sie blieben bis zu seinem Tod im John Radcliffe Hospital in Oxford im Jahr 1990 verheiratet.
1991 veröffentlichte sie „Memories with Food at Gipsy House“, eine Sammlung von Anekdoten und Rezepten, die sie zusammen mit ihrem verstorbenen Mann geschrieben hatte.
Am 14. September 2009 wurde die erste Blue Plaque zu Ehren Roald Dahls an einem Süßwarengeschäft in Llandaff enthüllt. Dahl war bei der Enthüllung der Tafel, die ihrem verstorbenen Mann gewidmet ist, anwesend.
Dahl wurde bei den Neujahrsehrungen 2024 für ihre Verdienste um Philanthropie, Literatur und junge Menschen als Dame Commander des Order of the British Empire (DBE) geadelt.

## Filmografie
| Jahr | Titel                                 | Rolle                | Anmerkung |
| ---- | ------------------------------------- | -------------------- | --------- |
| 1996 | Matilda                               | Produzent            | Spielfilm |
| 2005 | Imagine                               | sie selbst           | 1 Episode |
| 2005 | Charlie and the Chocolate Factory     | Leitende Produzentin | Spielfilm |
| 2009 | Fantastic Mr. Fox                     | Besonderer Dank      | Spielfilm |
| 2011 | BBC Breakfast                         | sie selbst           | 1 Episode |
| 2019 | Shaun das Schaf – Der Film: UFO-Alarm | Besonderer Dank      | Spielfilm |
| 2023 | Chicken Run: Operation Nugget         | Besonderer Dank      | Spielfilm |